# Albert von Mischke
Hans Otto Wilhelm Albert Mischke, sau năm 1888 là von Mischke (1 tháng 6 năm 1830 tại Münster (Westfalen) – 7 tháng 3 năm 1906 tại Berlin) là một Thượng tướng Bộ binh của Đức, đã từng tham chiến trong cuộc Chiến tranh Áo-Phổ năm 1866 và cuộc Chiến tranh Pháp-Đức các năm 1870 – 1871.

## Cuộc đời và sự nghiệp
Sau khi học tập trong đội thiếu sinh quân của Phổ ở Bensberg và Berlin, ông đã gia nhập Trung đoàn Bộ binh số 5 với quân hàm thiếu úy năm ông 17 tuổi. Từ năm 1852 cho đến năm 1855, ông được lệnh tham dự Trường Quân sự Tổng hợp (Allgemeinen Kriegsschule) và vào năm 1859, ông được lên quân hàm trung úy rồi đại úy. Vào năm 1866, ông đã tham chiến trong cuộc chiến tranh chống Áo với vai trò là một sĩ quan phụ tá trong Bộ Tổng chỉ huy của Binh đoàn thứ hai dưới sự thống lĩnh của Thái tử Friedrich Wilhelm năm 1866. Sau đó, ông được chuyển vào Bộ Tổng tham mưu với quân hàm thiếu tá và vào ngày 10 tháng 3 năm 1870, ông được bổ nhiệm làm phụ tá cá nhân của Thái tử. Trên cương vị này, ông đã tham gia trong cuộc Chiến tranh Pháp-Đức (1870 – 1871), với các trận đánh lớn tại Wissembourg, Frœschwiller-Wœrth và Sedan, trận vây hãm Paris, cùng các cuộc giao chiến ở Malmaison và Montretout. Trong một thời gian ngắn, ông được thăng cấp Thượng tá và Đại tá, và vào năm 1878 ông được bổ nhiệm làm Tham mưu trưởng trong Cục thanh tra quân đội IV. Thêm vào đó, ông được cử làm "Thống đốc quân sự", quản lý việc giáo dục vị vương tử yểu mệnh Waldemar của Phổ (1868 – 1879), con trai của Thái tử.
Vào năm 1880, ông được phong cấp Thiếu tướng và vào năm 1885 ông được thăng cấp Thiếu tướng. Sau đó, vào năm 1886, ông được bổ nhiệm làm Thanh tra Trường Quân sự Tổng hợp. Sau khi Thái tử lên kế ngôi, tức Hoàng đế Friedrich III vào năm 1888, ông được ủy nhiệm làm Tướng phụ tá, đồng thời được liệt vào hàng khanh tướng của Phổ.
Sau khi Hoàng đế Friedrich III băng hà, ông chỉ phục vụ thêm một năm nữa, rồi về hưu với cấp bậc danh dự (Charakter) Thượng tướng Bộ binh đồng thời nhận tước hiệu Exzellenz (Quý ông). Trong suốt sự nghiệp quân sự của mình, ông đã được tặng nhiều phần thưởng, trong đó có Huân chương Vương miện hạng nhất (1889), Đại Thập tự của huân chương Đại bàng Đỏ (1873), Thập tự và Ngôi sao Chỉ huy của Huân chương Hoàng gia Hohenzollern (1898) và Huân chương Ghi công của Vương triều Phổ (1904).
Vào năm 1876, ông thành hôn với bà Mathilde Hiltrop (1826 – 1891). Sau khi ông từ trần vào ngày 7 tháng 3 năm 1906 ở thủ đô Berlin, ông được an táng ở nghĩa trang Südwestkirchhof Stahnsdorf.